# Parasynaptopsis cuprifulgens
Parasynaptopsis cuprifulgens es una especie de coleóptero de la familia Attelabidae.

## Distribución geográfica
Habita en China.